# آبشار اوزون
آبشار اوزون (به انگلیسی: Ozone Falls) آبشاری است که در تنسی، ایالات متحده آمریکا واقع شده و ارتفاع کلی ریزشگاه آن ۱۱۰ فوت (۳۴ متر) است.